# It's Alright
It's Alright är en låt inspelad av den brittiska duon Pet Shop Boys från albumet Introspective.
Låten skrevs och framfördes ursprungligen av Sterling Void & Paris Brightledge och upptäcktes av Pet Shop Boys på en house-samling. Texten behandlar samtidens uppmärksammade politiska problem i bland annat Afghanistan och Sydafrika och leder fram till titelns positiva budskap: "I hope it's gonna be alright".
Albumversionen är över nio minuter lång. En ommixad version med mer framträdande synthmelodier släpptes som singel i juni 1989 och nådde 5:e plats på den brittiska singellistan. Den blev även en stor hit i flera andra europeiska länder med en 3:e placering i både Nederländerna och Tyskland.

## Låtförteckning
7": Parlophone / R 6220 (UK)
1. "It's Alright" – 4:18
2. "One of the Crowd" – 3:54
3. "Your Funny Uncle" – 2:16

10": Parlophone / 10 R 6220 (UK)
1. "It's Alright" (alternative mix) – 4:46
2. "It's Alright" (extended dance mix) – 10:34

12": Parlophone / 12 R 6220 (UK)
1. "It's Alright" (extended version) – 8:47
2. "One of the Crowd" – 3:54
3. "Your Funny Uncle" – 2:16

12": Parlophone / 12 RX 6220 (UK)
1. "It's Alright" (Tyree mix) – 8:55
2. "It's Alright" (Sterling Void mix) – 5:34

CD: Parlophone / CD R 6220 (UK)
1. "It's Alright" – 4:18
2. "One of the Crowd" – 3:54
3. "Your Funny Uncle" – 2:16
4. "It's Alright" (extended version) – 8:47